# Informations Film Slesvigsk Parti (EF-valget)
|  | Denne artikel er oprettet af botten Steenthbot ud fra en ekstern database. Den kan derfor have sproglige fejl eller mangler. Denne skabelon kan fjernes efter kontrol af indholdet. |

Informations Film Slesvigsk Parti (EF-valget) er en dansk propagandafilm fra 1972.

## Handling
En valgfilm fra Slesvigsk Parti (tysk: Schleswigsche Partei) produceret til EF-valget i 1972. Partiet, der præsenterer sig selv som "grænselandets særlige parti, det tyske mindretals parti", går ind for europæisk samarbejde, da man kun på den måde kan bevare den europæiske mangfoldighed. Det dansk-tyske grænseland præsenteres som det gode eksempel på samarbejde over grænserne og godt naboskab. Beboere i grænselandet og medlemmer af Slesvigsk Parti fortæller, hvorfor et udvidet samarbejde henover grænserne ved Danmarks indmeldelse i Fællesmarkedet er nødvendigt for grænselandet og til gavn for alle parter. Slesvigsk Partis formand får det sidste ord.